# Тоцука, Куитиро
Куитиро Тоцука (яп. 戸塚 九一郎 Тоцука Куитиро:, 27 марта 1891 — 13 октября 1973) — японский государственный деятель, министр строительства (1953—1954) и министр труда Японии (1952—1953), губернатор префектур Фукуока (1944—1945), Хоккайдо (1939—1942), Мияги (1939), Ямагути (1936—1939) и Токусима (1934—1936), член Палаты представителей Японии (1952—1958).

## Биография
Родился в префектуре Сидзуока как третий сын изготовителя сакэ Тохэя Тоцуки. В июле 1917 года окончил юридический факультет (немецкое право) Токийского императорского университета. В ноябре того же года поступил на службу в Министерство внутренних дел и стал членом администрации префектуры Кагава, а также был назначен в региональное отделение Министерства внутренних дел.
В сентябре 1919 года стал главой уезда Асака префектуры Фукусима. С тех пор он занимал различные должности, такие как начальник отдела по академическим вопросам Министерства внутренних дел префектуры Фукусима, директор производственного отдела полицейского управления префектуры Хёго, начальник регионального отдела Министерства внутренних дел префектуры Токио, секретарь в администрации префектуры Канагава, начальник отдела по академическим вопросам, секретарь в столичном отделе полиции Японии, начальник отдела здравоохранения в секретариате префектуры Хёго, начальник отдела по академическим вопросам в секретариате префектуры Киото, начальник отдела по академическим вопросам в секретариате префектуры Оита, начальник отдела полиции префектуры Оита, начальник отдела внутренних дел префектуры Хёго, а также начальник отдела внутренних дел префектуры Фукуока.
В октябре 1934 года Тоцука стал губернатором префектуры Токусима. После этого, проработав губернатором префектуры Ямагути и губернатором префектуры Мияги, в сентябре 1939 года стал губернатором префектуры Хоккайдо. В декабре 1944 года стал губернатором префектуры Фукуока. С июня 1945 года являлся главой военного округа Кюсю вплоть до конца войны.
В октябре 1952 года баллотировался на выборах в Палату представителей от первого округа префектуры Сидзуока как кандидат от Либеральной партии. Избирался три раза подряд и ушёл в отставку в мае 1958 года. В 1952 году впервые вошёл в четвёртое правительство Сигэру Ёсиды в качестве министра труда, министра строительства и главы Агентства развития Хоккайдо. В 1953 году также занимал пост министра строительства и главы Агентства развития Хоккайдо в пятом правительстве Ёсиды.
Также занимал должности, такие как председатель Комитета по капитальному строительству, президент «Дай ниппон хотокуся» и президент Tomakomai Port Development.

## Семья
Был женат на Тосико Ваде, старшей дочери губернатора Окинавы Дзюна Вады. В семье родилось двое сыновей: Коитиро, Ёни и двое дочерей, из которых известно имя младшей Садако. Племянник, Синъя Тоцука, японский политик.